# Diocesi di Acireale

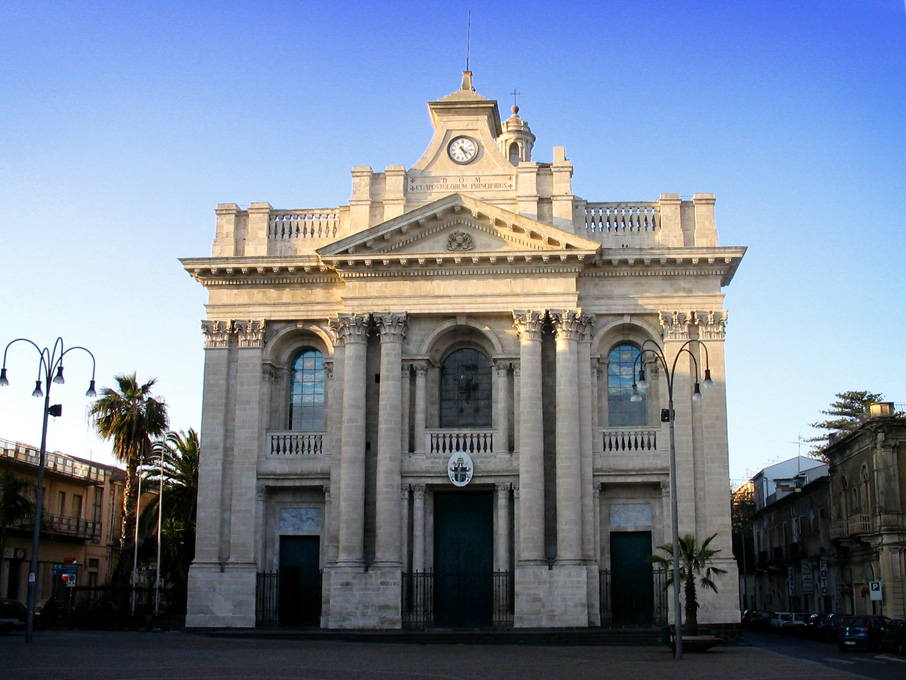
La basilica di San Pietro a Riposto.

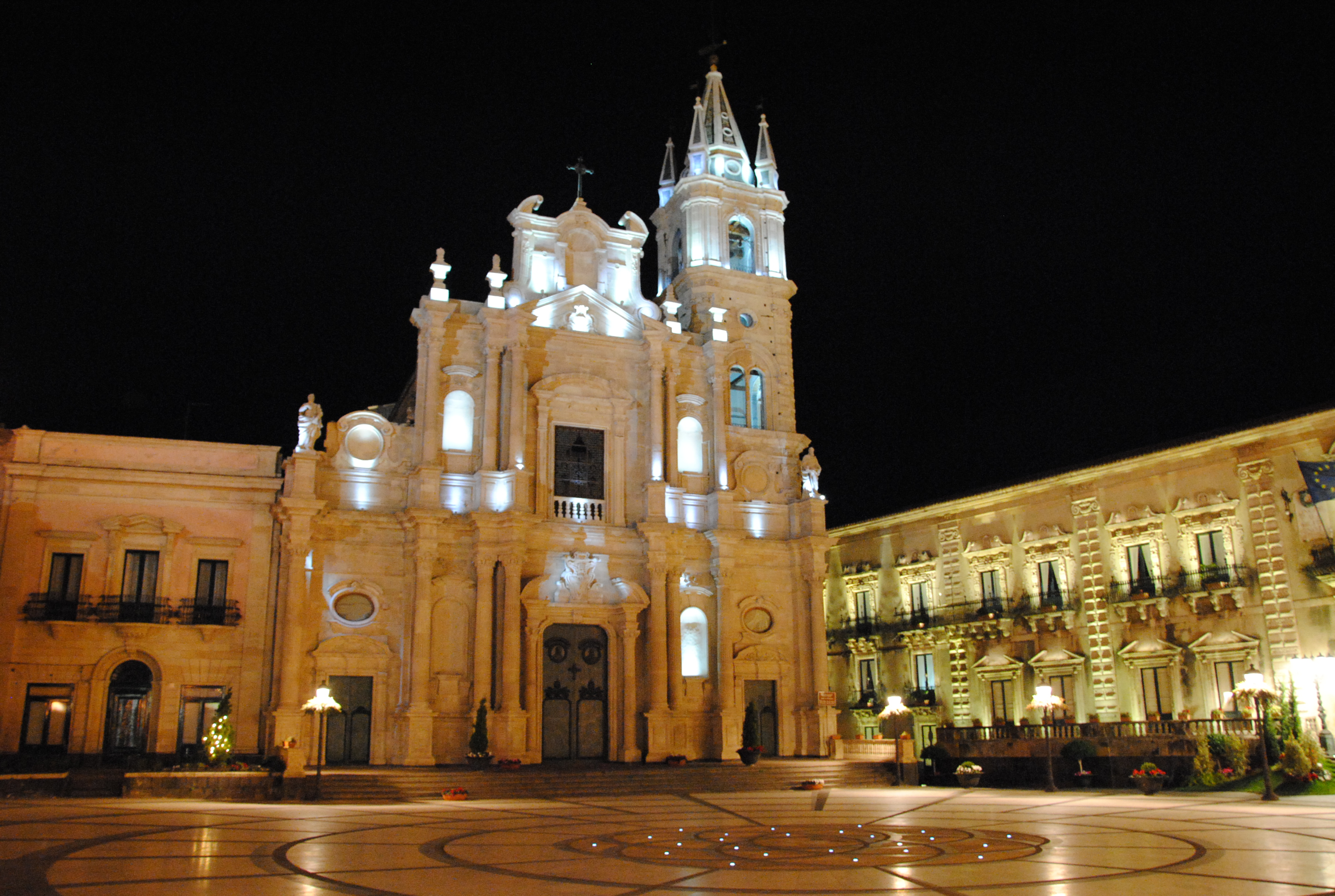
La basilica dei Santi Pietro e Paolo ad Acireale.

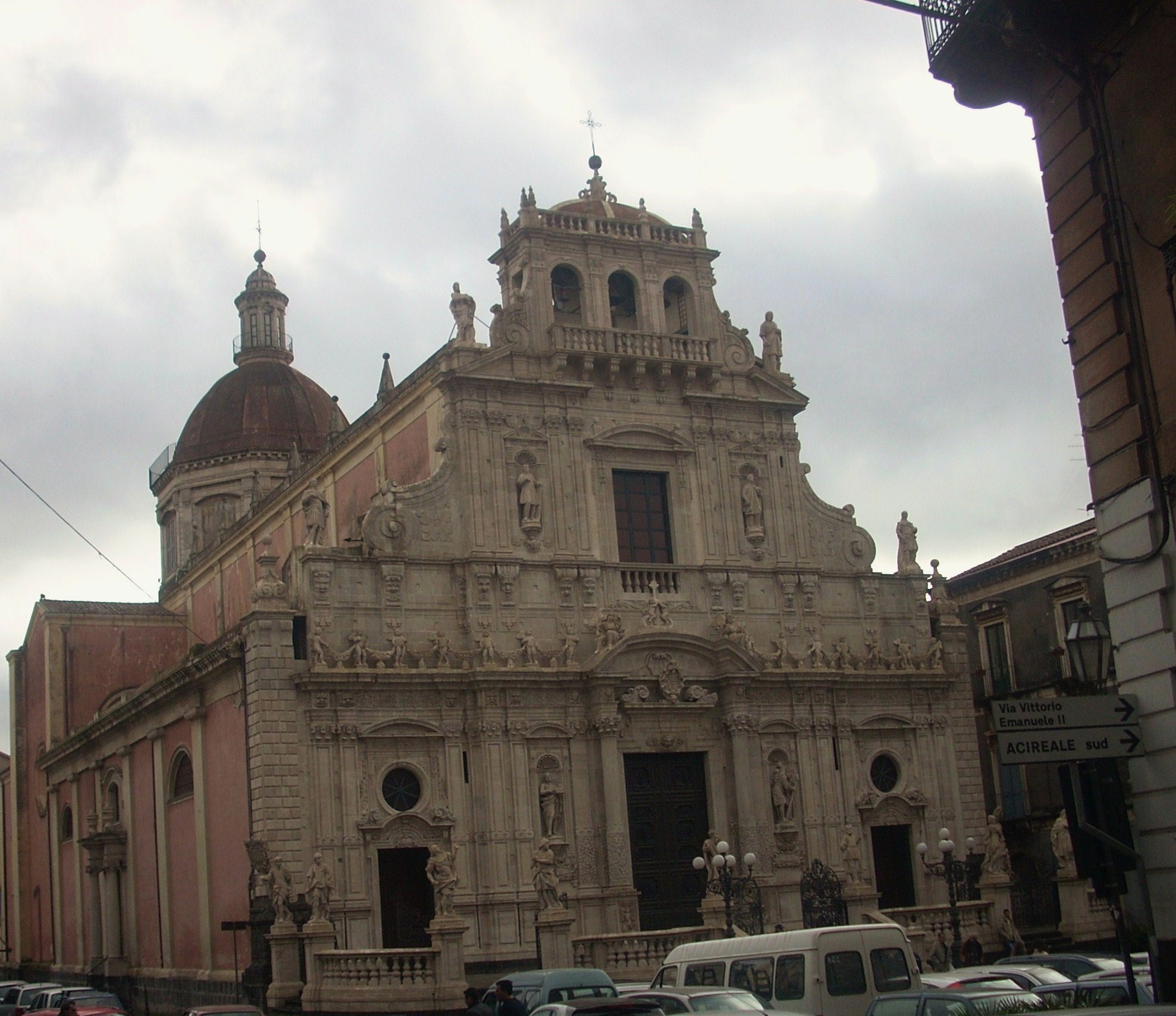
La basilica collegiata di San Sebastiano ad Acireale.

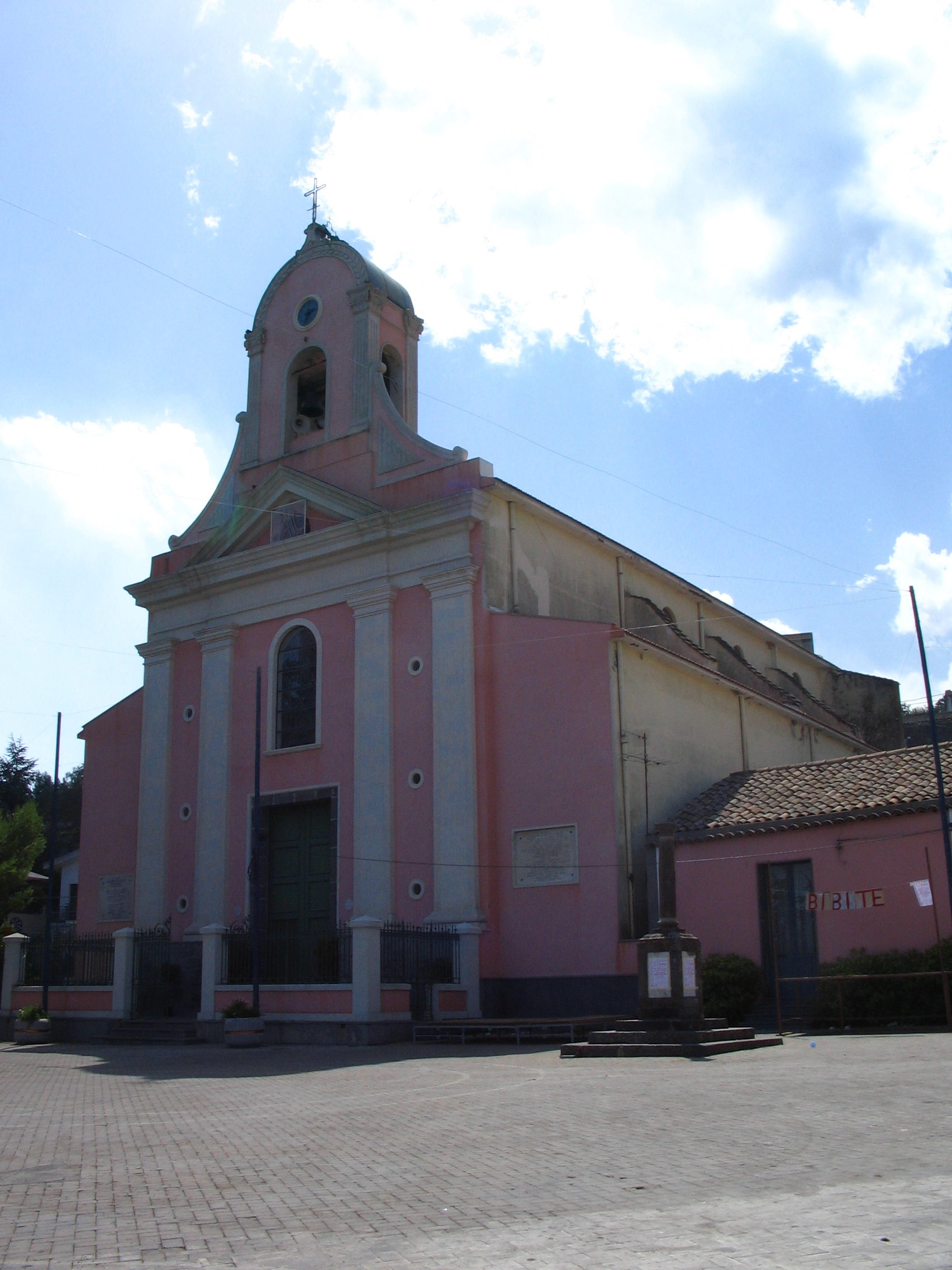
Santuario di Santa Maria di Vena.

La diocesi di Acireale (in latino Dioecesis Iaciensis) è una sede della Chiesa cattolica in Italia suffraganea dell'arcidiocesi di Catania appartenente alla regione ecclesiastica Sicilia. Nel 2023 contava 229 000 battezzati su 233 000 abitanti. È retta dal vescovo Antonino Raspanti.

## Territorio
La diocesi comprende 18 comuni nella parte settentrionale della città metropolitana di Catania: Acireale, Aci Bonaccorsi, Aci Castello, Aci Catena, Aci Sant'Antonio, Calatabiano, Castiglione di Sicilia, Fiumefreddo di Sicilia, Giarre, Linguaglossa, Mascali, Milo, Piedimonte Etneo, Randazzo, Riposto, Sant'Alfio, Santa Venerina (escluso il quartiere di Bongiardo) e Valverde.
Sede vescovile è la città di Acireale, dove si trova la cattedrale di Maria Santissima Annunziata.
Il territorio si estende su una superficie di 666 km² ed è suddiviso in 111 parrocchie, raggruppate in 6 vicariati.

### Basiliche e santuari
In diocesi si trovano sette basiliche minori: la cattedrale, Santi Pietro e Paolo e San Sebastiano martire ad Acireale; San Filippo d'Agira ad Aci Catena; San Giacomo e Maria Santissima della Catena a Castiglione di Sicilia; Santa Maria Assunta a Randazzo; San Pietro a Riposto.
Inoltre comprende sette santuari: Maria Santissima di Loreto ad Acireale, Santa Maria della Vena a Vena (frazione di Piedimonte Etneo), Maria Santissima a Valverde, Beata Maria Vergine del Carmelo a Randazzo, Maria Santissima della Catena ad Aci Catena, San Gerardo Maiella a Piedimonte Etneo, e Santa Maria della Strada a Giarre.

## Storia
La storia della diocesi acese è molto travagliata. Già a partire dal XVI secolo erano molto forti le istanze del clero e della popolazione locale che, abituata ad essere direttamente soggetta ai regnanti e godere quindi di diversi benefici perché appunto reale (nel senso di demaniale), era allora nel territorio del potente abate-vescovo di Catania. La costruzione di un maestoso tempio nella piazza Duomo, inizialmente come chiesa matrice dedicata a Maria Santissima Annunziata e che poi diverrà cattedrale, può essere portato ad esempio più emblematico del desiderio della città di aver un suo vescovo.
Tuttavia si dovette attendere sino al 1838, quando Ferdinando II di Borbone, in visita in segno di riconoscenza per la fedeltà dimostrata nei tumulti anti-borbonici del 1820 e del 1837, emise il primo decreto istitutivo della diocesi. Il pontefice Gregorio XVI il 27 giugno 1844, con la bolla Quodcumque ad catholicae religionis incrementum, eresse canonicamente la diocesi: essa doveva comprendere cinque comuni estrapolati dalla diocesi di Catania e nove comuni dell'arcidiocesi di Messina.
«Tuttavia diverse circostanze, talune previste, altre decisamente avverse, ritardarono di ben 28 anni l'esecuzione delle Lettere Apostoliche di erezione della Diocesi». Infatti la bolla Quodcumque ad catholicae, a causa dell'opposizione manifestata dalle due diocesi da cui veniva ricavato il territorio di Acireale, conteneva espressamente la clausola che l'erezione della nuova diocesi doveva avere effetto solo dopo la morte dei vescovi di Catania (Felice Regano) e di Messina (Francesco di Paola Villadecani). Questi morirono entrambi nel 1861, ma a causa delle difficoltà intercorse fra Italia e Santa Sede dopo l'unità, l'esecuzione della bolla pontificia fu ritardata di altri anni.
Finalmente il 19 marzo 1872 la Congregazione Concistoriale nominò Giovanni Battista Guttadauro di Reburdone, vescovo di Caltanissetta, esecutore della bolla di erezione, che venne pubblicata ad Acireale il 3 giugno successivo con il decreto esecutoriale: da questo momento inizia ufficialmente la vita della diocesi. Il 22 luglio con il decreto Nova constituta della Congregazione Concistoriale fu dichiarata diocesi immediatamente soggetta alla Santa Sede ed il 29 luglio papa Pio IX procedeva alla nomina del primo vescovo, il giovane sacerdote agrigentino Gerlando Maria Genuardi, che fece il suo ingresso solenne in diocesi il 10 novembre.
Il vescovo Genuardi visitò la diocesi nel 1875, in seguito pubblicò «la Constitutio prosynodalis con l'intento di avviare le strutture organizzative essenziali, mettendo ordine nella vita ecclesiale diocesana»; la sua principale opera fu l'istituzione, nel 1881, del seminario diocesano, nel quale furono formati diversi futuri vescovi, tra cui i suoi due immediati successori, Giovanni Battista Arista (1907-1920) e Salvatore Bella (1920-1922); quest'ultimo, nel 1921, istituì 42 nuove parrocchie, mettendo fine a quella prassi, ereditata dalla diocesi di Catania, di considerare il vescovo l'unico parroco della diocesi. Durante il lungo episcopato di Salvatore Russo (1932-1964) fu celebrato il primo sinodo diocesano (1957).
Dal 2 dicembre 2000, in forza della bolla Ad maiori consulendum di papa Giovanni Paolo II, la diocesi è diventata suffraganea dell'arcidiocesi di Catania.

## Cronotassi dei vescovi
Si omettono i periodi di sede vacante non superiori ai 2 anni o non storicamente accertati.
- Gerlando Maria Genuardi † (29 luglio 1872 - 4 giugno 1907 deceduto)
- Giovanni Battista Arista, C.O. † (4 novembre 1907 - 27 settembre 1920 deceduto)
- Salvatore Bella † (17 dicembre 1920 - 29 marzo 1922 deceduto)
- Fernando Cento † (22 luglio 1922 - 20 giugno 1926 nominato nunzio apostolico in Venezuela[5])
- Evasio Colli † (30 ottobre 1927 - 7 maggio 1932 nominato vescovo di Parma)
- Salvatore Russo † (11 agosto 1932 - 8 aprile 1964 deceduto)
- Pasquale Bacile † (5 luglio 1964 - 30 novembre 1979 dimesso)
- Giuseppe Malandrino † (30 novembre 1979 - 19 giugno 1998 nominato vescovo di Noto)
- Salvatore Gristina (23 gennaio 1999 - 7 giugno 2002 nominato arcivescovo di Catania)
- Pio Vittorio Vigo † (15 ottobre 2002 - 26 luglio 2011 ritirato)
- Antonino Raspanti, dal 26 luglio 2011

## Vescovi originari del presbiterio diocesano
- Salvatore Bella † (Aci Catena 1862 - Acireale 1922), vescovo di Foggia (1909-1920) e di Acireale (1920-1922)
- Giovanni Battista Arista, C.O. † (Palermo 1863 - Acireale 1920), vescovo titolare di Nissa, vescovo di Acireale (1907-1920)
- Giovanni Pulvirenti † (Aci Sant'Antonio 1871 - Cefalù 1933), vescovo di Anglona-Tursi (1911-1922) e di Cefalù (1922-1933)
- Sebastiano Nicotra † (Sant'Alfio di Giarre 1855 - 1929), nunzio apostolico in Cile, in Belgio, in Olanda e in Portogallo
- Carmelo Patanè † (Giarre 1869 - Catania 1952), arcivescovo di Otranto (1918-1930) e di Catania (1930-1952)
- Angelo Calabretta † (Acireale 1896 - Aci Sant'Antonio 1975), vescovo di Noto e vescovo titolare di Vergi
- Ignazio Cannavò † (Fiumefreddo di Sicilia 1921 - Aci Sant'Antonio 2015), vescovo titolare di Ottava, arcivescovo di Messina-Lipari-Santa Lucia del Mela (1977-1997)
- Giuseppe Costanzo (Carrubba di Riposto 1933), vescovo titolare di Mazaca, vescovo di Nola (1982-1989) e arcivescovo di Siracusa (1989-2008)
- Pio Vittorio Vigo † (Acireale 1935 - Verona 2021), vescovo titolare di Astigi, vescovo di Nicosia (1985-1997), arcivescovo di Monreale (1997-2002), arcivescovo, titolo personale, di Acireale (2002-2011)
- Paolo Romeo (Acireale 1938), vescovo titolare di Vulturia e nunzio apostolico ad Haiti, in Colombia e in Italia, arcivescovo di Palermo  (2006-2015)
- Paolo Urso (Acireale 1940), vescovo di Ragusa (2002-2015)
- Giuseppe Sciacca (Aci Catena 1955), vescovo titolare di Vittoriana e di Fondi, presidente dell'Ufficio del lavoro della Sede Apostolica e uditore generale della Camera Apostolica
- Guglielmo Giombanco (Catania 1966), vescovo di Patti (dal 2017)

## Statistiche
La diocesi nel 2023 su una popolazione di 233 000 persone contava 229 000 battezzati, corrispondenti al 98,3% del totale.
| anno | popolazione | popolazione | popolazione | presbiteri | presbiteri | presbiteri | presbiteri                | diaconi | religiosi | religiosi | parrocchie |
| anno | battezzati  | totale      | %           | numero     | secolari   | regolari   | battezzati per presbitero | diaconi | uomini    | donne     | parrocchie |
| ---- | ----------- | ----------- | ----------- | ---------- | ---------- | ---------- | ------------------------- | ------- | --------- | --------- | ---------- |
| 1950 | 167 000     | 168 000     | 99,4        | 316        | 216        | 100        | 528                       |         | 100       | 467       | 94         |
| 1959 | 162 300     | 164 500     | 98,7        | 314        | 211        | 103        | 516                       |         | 169       | 425       | 99         |
| 1970 | 174 793     | 175 215     | 99,8        | 288        | 193        | 95         | 606                       |         | 152       | 482       | 110        |
| 1980 | 183 504     | 184 192     | 99,6        | 230        | 161        | 69         | 797                       |         | 118       | 453       | 110        |
| 1990 | 206 000     | 207 657     | 99,2        | 202        | 147        | 55         | 1 019                     | 2       | 80        | 361       | 111        |
| 1999 | 221 622     | 223 722     | 99,1        | 177        | 141        | 36         | 1 252                     | 8       | 66        | 321       | 111        |
| 2000 | 221 622     | 223 722     | 99,1        | 175        | 139        | 36         | 1 266                     | 8       | 64        | 321       | 111        |
| 2001 | 221 622     | 223 722     | 99,1        | 176        | 140        | 36         | 1 259                     | 9       | 64        | 313       | 111        |
| 2002 | 222 623     | 224 725     | 99,1        | 174        | 138        | 36         | 1 279                     | 11      | 58        | 313       | 111        |
| 2003 | 223 623     | 225 725     | 99,1        | 170        | 134        | 36         | 1 315                     | 11      | 57        | 311       | 111        |
| 2004 | 223 623     | 225 725     | 99,1        | 172        | 135        | 37         | 1 300                     | 10      | 57        | 311       | 111        |
| 2006 | 225 000     | 227 700     | 98,8        | 171        | 135        | 36         | 1 315                     | 9       | 54        | 296       | 111        |
| 2012 | 227 900     | 231 300     | 98,5        | 167        | 135        | 32         | 1 364                     | 9       | 47        | 270       | 112        |
| 2015 | 232 600     | 236 600     | 98,3        | 163        | 131        | 32         | 1 426                     | 7       | 46        | 260       | 112        |
| 2018 | 230 180     | 234 170     | 98,3        | 161        | 125        | 36         | 1 429                     | 7       | 51        | 240       | 112        |
| 2020 | 229 400     | 233 375     | 98,3        | 151        | 121        | 30         | 1 519                     | 7       | 45        | 240       | 112        |
| 2022 | 230 000     | 234 000     | 98,3        | 150        | 121        | 29         | 1 533                     | 11      | 35        | 100       | 111        |
| 2023 | 229 000     | 233 000     | 98,3        | 152        | 121        | 31         | 1 506                     | 13      | 39        | 100       | 111        |